# Shâhriar
Shâhriar (également nommé Shahriyar ou Shahryar) est un prince Sassanide fils du roi Khosrow II et de son épouse Chirine. En 628, son demi-frère, Kavadh II, fomente un coup d'état contre leur père qui est déposé et tué. Il fait ensuite exécuter tous ses frères et demi-frères. Shahriyar laisse cependant un fils nommé Yazdgard III issu de sa relation avec une concubine noire qui régnera ensuite sur l'Empire Sassanide de 632 à 651.

## Sources
- (en) Geoffrey Greatrex et Samuel N. C. Lieu, The Roman Eastern Frontier and the Persian Wars (Part II, 363–630 AD), New York, New York and London, United Kingdom, Routledge (Taylor & Francis), 2002, 373 p. (ISBN 0-415-14687-9, lire en ligne)
- (en) James Howard-Johnston, « ḴOSROW II », dans Encyclopaedia Iranica, Online Edition, 2010 (lire en ligne) (consulté le 10 avril 2016)
- Nahal Tajadod, Les porteurs de lumière, Paris, Plon, 1993, 369 p. (ISBN 2-259-02667-2).